# Guida al fumetto italiano
Guida al fumetto italiano è un'opera enciclopedica sui fumetti italiani diretta da Gianni Bono.
La prima edizione risale al 1994 e la seconda, aggiornata, al 2003.
L'opera comprende il periodo che va dalla fine del XIX secolo con i primi giornali per bambini, fino ai primi anni del 2000, con schede sugli autori, i personaggi, le pubblicazioni e le case editrici. Esiste anche una edizione on line periodicamente aggiornata con nuovi dati.